# GMV
GMV, fundado en 1984, es un grupo empresarial español de capital privado con presencia internacional, que cuenta con más de 3300 profesionales. En sus inicios se centró en ofrecer soluciones para el sector de espacio y defensa, siendo el contrato para el Centro Europeo de Operaciones Espaciales (ESOC) de la Agencia Espacial Europea el comienzo de su crecimiento. A lo largo de los años fue diversificando su actividad y accediendo a otros campos, hasta convertirse en el grupo tecnológico actual, que comprende 11 áreas de especialización: Espacio, Aeronáutica, Defensa y Seguridad, Sistemas Inteligentes de Transporte (ITS), Automoción, Ciberseguridad, Sanidad, Servicios Públicos Digitales y Turismo, Industria, Financiero y Servicios.
Hoy en día ofrece soluciones, servicios y productos de alta tecnología que están siempre al servicio de la sociedad y en los que se tiene en cuenta el desarrollo sostenible. La estrategia de crecimiento de la compañía se basa en la innovación continua.
GMV tiene sedes en 12 países y clientes en casi 80 países. Además, GMV cuenta con el nivel 5 de CMMI, el modelo más prestigioso del mundo en cuanto a la mejora de la capacidad de los procesos de desarrollo de software.

## Historia

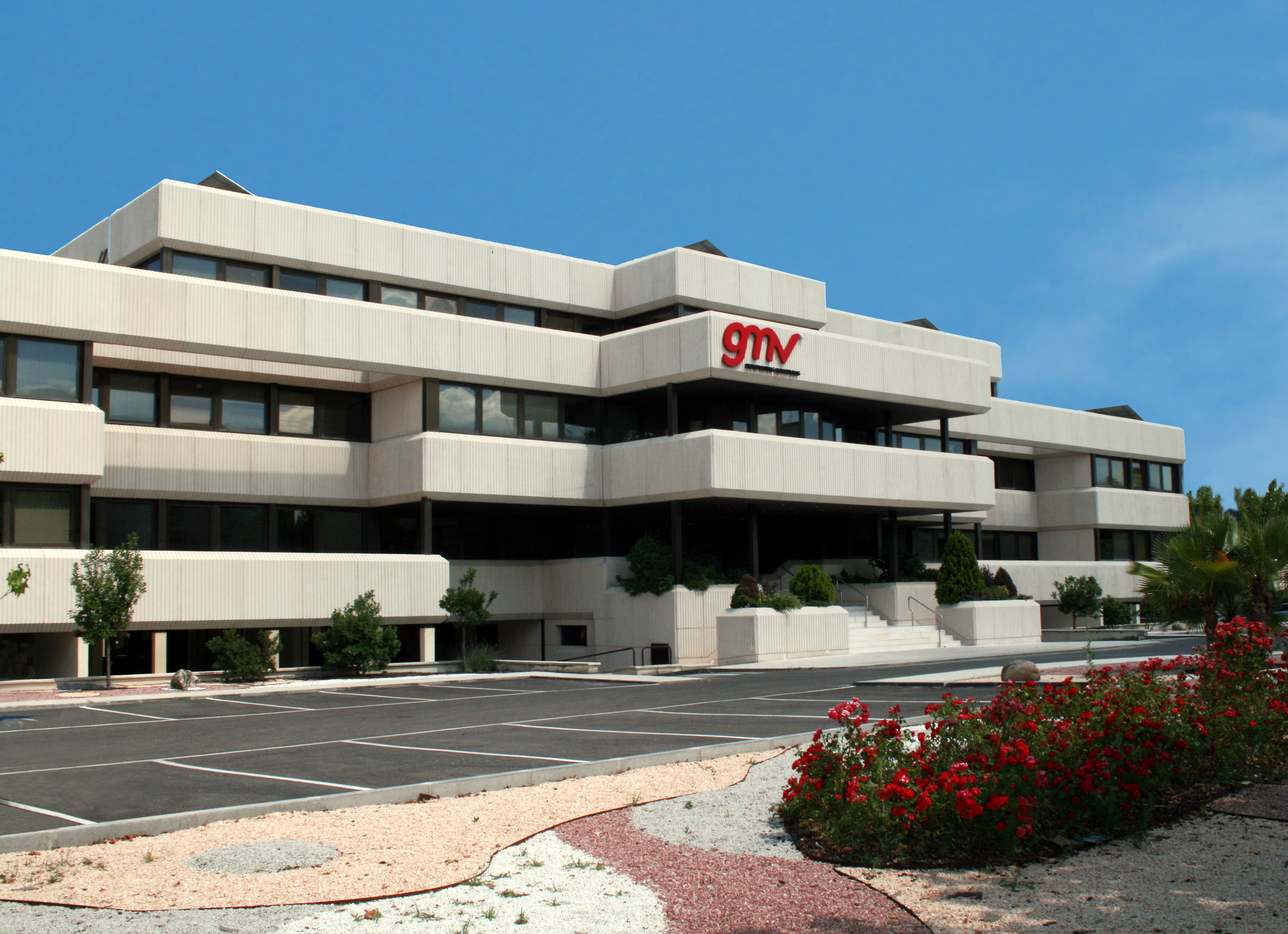
Sede de GMV en Tres Cantos, Madrid

GMV fue fundada en 1984 por Juan José Martínez García, catedrático de la Escuela Técnica Superior de Ingenieros Aeronáuticos, junto con un grupo de colaboradores. La empresa empezó a operar en el área de Espacio al conseguir su primer contrato con el Centro de Operaciones de la Agencia Europea del Espacio (ESOC).
A principios de los años 90, GMV aumentó su actividad y empezó a ofrecer soluciones y servicios en las áreas de transporte, defensa, telecomunicaciones y tecnologías de la información, destacando en campos que estaban empezando en aquella época como Internet o las aplicaciones de navegación por satélite. En el año 2000 se unió al consorcio europeo Galileo Industries S.A. para apoyar el desarrollo y uso del sistema de navegación por satélite europeo Galileo. En 2001 la empresa cambió la dirección, asumiendo la presidencia la Dra. Mónica Martínez Walter.
En 2004 se fundó la primera filial fuera de España, en EE.UU, para abarcar las actividades aeroespaciales en el mercado estadounidense y en 2007 siguió expandiéndose con la adquisición de la empresa portuguesa Skysoft. La expansión más importante se realizó durante los años que comprenden de 2009 a 2014, en los que se abrió una delegación en Malasia y filiales en Alemania, Polonia, Rumanía, Francia, Colombia y Reino Unido. Entre 2015 y 2018 continuó ampliando su presencia internacional con la adquisición de INSYEN AG en Alemania y de la empresa Syncromatics Corp en EEUU, actualmente ambas operando bajo la marca GMV, e invirtiendo también en la start-up española PLD Space.
A finales de 2018 GMV consiguió la adjudicación del contrato para el mantenimiento y evolución del Segmento de Control en Tierra de Galileo, siendo el mayor contrato firmado por la industria espacial española hasta la fecha. En 2020 GMV adquiere la empresa británica Nottingham Scientific Limited (NSL) fusionándola con su propia filial británica (GMV Innovating Solutions Limited) y creando así la compañía GMV NSL. Hoy en día, GMV tiene una gran cartera de clientes repartida en los 5 continentes.
En 2022 GMV firmó un acuerdo con Lockheed Martin para desarrollar el sistema SouthPAN (SouthernPositioning Augmentation Network), iniciativa conjunta entre los gobiernos de Australia y Nueva Zelanda, para proporcionar servicios de navegación y posicionamiento preciso por satélite en ambos países. En ese año también, resultó adjudicataria del contrato del ordenador de control de vuelo en tierra del programa EURODRONE. 
En el año 2023, GMV fue seleccionada por la Agencia Espacial Europea (ESA) para desarrollar el banco de pruebas de la segunda generación del sistema Galileo (G2STB). Además, ganó el contrato para desarrollar el segmento terreno para el control y validación en órbita de la segunda generación de Galileo (G2G). La startup Alén Space, del área del New Space, se integró en el conjunto de sociedades de GMV en ese año también. 
En 2023, una vez cumplidos los objetivos de su inversión en PLD, GMV sale de su accionariado.
Como declaración de su compromiso con el desarrollo sostenible basado en la innovación para el progreso, GMV forma parte del Pacto Global de las Naciones Unidas, la principal iniciativa internacional que promueve la sostenibilidad y la responsabilidad empresarial.

## Áreas de actividad

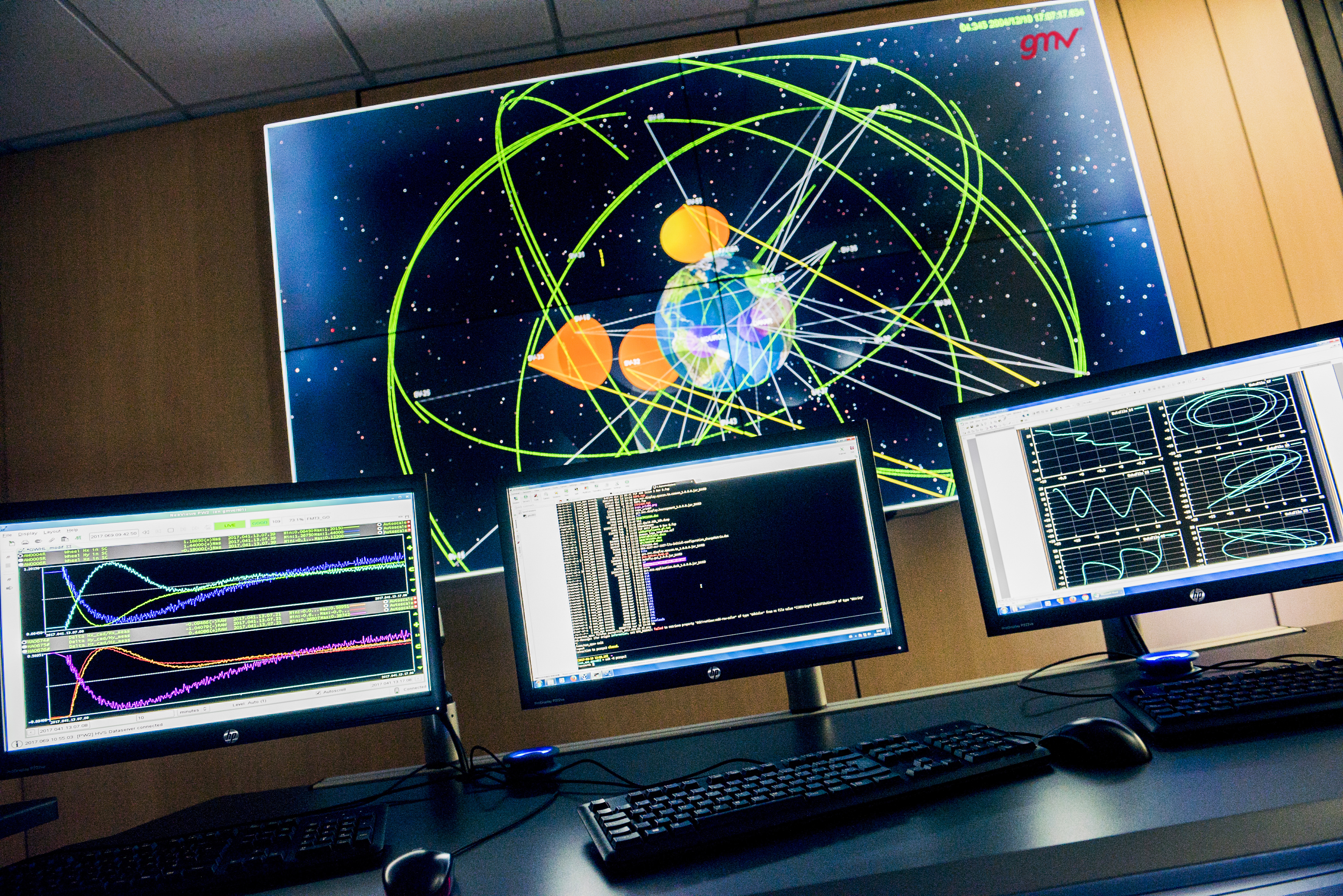
Centro de control de misión de GMV.

GMV opera principalmente en los siguientes sectores:
- Aeronáutica
- Automoción
- Ciberseguridad
- Defensa y Seguridad
- Espacio
- Financiero
- Industria
- Sanidad
- Servicios Públicos Digitales y Turismo
- Sistemas Inteligentes de Transporte (ITS)
- Telecomunicaciones
- TIC para empresa

## GMV en el mundo

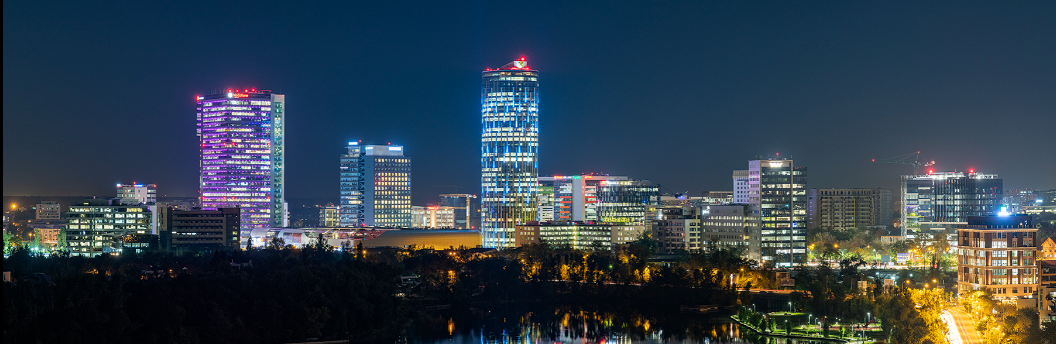
Sky Tower (centro), edificio más alto de Bucarest y ubicación de las oficinas de GMV en Rumanía

GMV está presente en las siguientes ciudades y países:
- España
  - Madrid - Tres Cantos (Oficinas centrales)
  - Valladolid: Boecillo y Boecillo 2
  - Sevilla: Cartuja
  - Barcelona: L'Ametlla del Vallés y Hospitalet de Llobregat
  - Valencia
  - Zaragoza
- Portugal
  - Lisboa
- EE. UU.
  - Rockville (Maryland)
  - Los Ángeles (California)
  - Texas
- Polonia
  - Varsovia
- Alemania
  - Darmstadt
  - Weßling
  - Gilching
- Reino Unido
  - Didcot
  - Nottingham
- Francia
  - Toulouse
- Rumanía
  - Bucarest
- Bélgica
  - Bruselas
- Malasia
  - Kuala Lumpur
- Colombia
  - Bogotá
- Países Bajos
  - Ámsterdam

## Sanción del Banco Mundial
En marzo de 2021, la filial de GMV, Grupo Mecánica del Vuelo Sistemas S.A.U., fue excluida por tres años y medio por el Banco Mundial en relación con prácticas colusorias, corruptas y fraudulentas relacionadas con un proyecto de desarrollo urbano sostenible (en Danang, Vietnam) y un proyecto de desarrollo del transporte urbano de Hanói, también en Vietnam. Esta decisión inhabilitó a Grupo Mecánica del Vuelo Sistemas S.A.U. para participar en proyectos financiados por instituciones del Grupo del Banco Mundial hasta septiembre de 2024. La filial Grupo Mecánica del Vuelo Sistemas S.A.U. acordó cumplir con requisitos específicos de cumplimiento como condición para la liberación de la inhabilitación.
En septiembre de 2024, el Banco Mundial levantó dicha sanción, certificando que Grupo Mecánica del Vuelo Sistemas S.A.U. había satisfecho todas las condiciones para la salida de la sanción recogidas en el acuerdo suscrito entre ambas partes. Esto permite a Grupo Mecánica del Vuelo Sistemas S.A.U. volver a participar en proyectos financiados por instituciones del Grupo Banco Mundial.